# Micracanthorhynchina motomurai
Micracanthorhynchina motomurai är en hakmaskart som först beskrevs av Hiroshi Harada 1935.  Micracanthorhynchina motomurai ingår i släktet Micracanthorhynchina och familjen Rhadinorhynchidae. Inga underarter finns listade i Catalogue of Life.